# Ізотов В'ячеслав Юрійович
В'ячесла́в Ю́рійович Ізо́тов (нар. 26 серпня 1978, Кіровоград) — український військовик, підполковник Збройних сил України. Лицар Ордена Богдана Хмельницького, Народний Герой України.

## Нагороди
Нагороджений 12-а державними нагородами:
- Орден Богдана Хмельницького III ступеня (25.3.2015)[2].
- Орден «Народний Герой України» (19 вересня 2015)